# Franciszek Rzewuski
Franciszek Rzewuski herbu Krzywda (ur. w 1730 roku, zm. w 1800 roku) – pisarz polny koronny w latach 1752–1774, później marszałek nadworny koronny (1775–1783), wybrany konsyliarzem Rady Nieustającej na sejmie 1776 roku, szambelan Augusta III Sasa w 1748 roku, starosta kamionacki, starosta bohusławski w 1766 roku.
Syn Michała Józefa, brat: Kazimierza oraz Jana. Jego żoną była Julianna Skarbek (ok. 1730-1783), córka Rafała Michała Skarbka.
Poseł na sejm 1748 roku z ziemi lwowskiej. Poseł na sejm 1752 roku z ziemi chełmskiej. W 1756 roku wybrany posłem na sejm z ziemi przemyskiej. Poseł na sejm 1758 roku z województwa ruskiego. Marszałek sejmiku ziemi halickiej w 1761 roku. 29 kwietnia 1761 roku zerwał sejm nadzwyczajny. Poseł na sejm nadzwyczajny 1761 roku z ziemi halickiej. Poseł na sejm 1762 roku z ziemi lwowskiej. Był posłem na sejm konwokacyjny (1764).
W lipcu 1764 konfederacja generalna, której był konsyliarzem, postanowiła wysłać go jako swego posła do Petersburga. Jego wysiłki były jednak niweczone przez wrogie legacje pruską i austriacką, a także dygnitarzy rosyjskich; w tym nawet antypruskich Orłowów. Wsparcie jakiego udzielał Rzewuskiemu Nikita Panin nie wystarczyły, szczególnie, że Czartoryscy nie dopuszczali możliwości ustępstw na rzecz Rosji. Komisarz z rycerstwa Komisji Skarbowej Koronnej w 1765 roku.
Od stycznia 1765 roku został akredytowany jako poseł nadzwyczajny i minister pełnomocny króla i Rzeczypospolitej. Instrukcją z 26 stycznia 1765 roku zlecono mu zgodnie z postulatami rosyjskimi wyznaczenie komisarzy do nowego wytyczenia granicy. Instrukcja nakazywała Rzewuskiemu upomnieć się o odszkodowania za szkody jakie przyniosła Polsce wojna siedmioletnia i armia rosyjska, lecz pomijała milczeniem sprawy innowierców polskich wspieranych przez Katarzynę II. Wobec trudności misji dyplomatycznej, Franciszek Rzewuski poprosił już w marcu 1765 roku o urlop. Jako jego zastępca do Rosji dotarł Jakub Psarski, który po wyjeździe Rzewuskiego z Petersburga (14 V 1765) został polskim Chargé d’affaires w Rosji. W grudniu 1765 roku Psarski został akredytowany jako polski rezydent.
W 1766 stwierdzono, że wobec ograniczonych możliwości Psarskiego jako posiadającego niską rangę dyplomatyczną wznowiono misję Rzewuskiego, by zyskał wsparcie Rosji w zatargach celnych z Prusami. Rzewuski i jego nowy sekretarz Piotr Maurycy Glayre dotarli do Petersburga w drugiej połowie czerwca 1766 roku, a rezydent Psarski powrócił do Polski. Był to czas kryzysu w stosunkach polsko-rosyjskich. Rzewuski nie mógł wiele zdziałać. W styczniu 1767 znów poprosił o dymisję (formalnie o urlop) i wyjechał pozostawiając Glayre’a w Petersburgu jako swego zastępcę, a 20 marca 1767 rada senatu znów mianowała rezydentem Jakuba Psarskiego. Członek Departamentu Policji Rady Nieustającej w 1777 roku.
Za zasługi został odznaczony Orderem Orła Białego 3 sierpnia 1757 w Warszawie. W 1765 został kawalerem Orderu Świętego Stanisława.